# Eugène Nicole
Pour les articles homonymes, voir Nicole.
Eugène Nicole est un écrivain français né à Saint-Pierre-et-Miquelon en 1942.

## Biographie
Né à Saint-Pierre-et-Miquelon, Eugène Nicole quitte l'archipel à l'âge de 14 ans, en 1957, pour suivre des études dans un pensionnat vendéen. Il suit ensuite des cours à la Sorbonne et à l’Institut d'études politiques de Paris. À la suite d'un séjour en Alaska en 1968, il commence une carrière universitaire aux États-Unis, et y soutient une thèse de doctorat en littérature française. Il devient en 1989, professeur de linguistique et de littérature française à l’université de New York. Il publie en 1988 son premier roman, L’Œuvre des mers, premier opus d'une saga auto-biographique de cinq ouvrages décrivant tout d'abord son enfance à Saint-Pierre-et-Miquelon, puis l'exil, les voyages, les aller-et-retours sur l'archipel au fil des ans.
L’Œuvre des mers est l'ouvrage principal auquel Eugène Nicole a consacré sa vie. Il définit lui-même le premier volet comme "le roman d'une enfance et d'un lieu". Il a été récompensé en 2011 du prix Joseph-Kessel pour cet ouvrage.
Eugène Nicole est par ailleurs reconnu comme spécialiste de Proust. Il a participé à l'édition dans la Bibliothèque de la Pléiade de La recherche du temps perdu ainsi qu’à l'édition des volumes À l'ombre des jeunes filles en fleurs et Le Temps retrouvé pour Le Livre de poche en 1993.

## Œuvres
- L’Œuvre des mers, Paris, Bourin Éditeur, 1988, 275 p.  (ISBN 2-87686-013-9)
- Les Larmes de pierre, Paris, Bourin Éditeur, 1991, 284 p.  (ISBN 2-87686-070-8)
- Le Caillou de l’Enfant-Perdu, Paris, Éditions Flammarion, 1996, 279 p.  (ISBN 2-08-067326-2)
- La Ville sous son jour clair, 2005, (première parution dans L’Œuvre des mers, édition augmentée, Paris, Éditions de l’Olivier, 2011, 941 p.  (ISBN 978-2-87929-651-7)[3])
- Alaska, Paris, Éditions de l’Olivier, 2007, 244 p.  (ISBN 978-2-87929-552-7)[2]
- À coups de pied-de-mouche, Coutras, France, Éditions Le Bleu du ciel, 2010, 122 p.  (ISBN 978-2-915232-69-1)
- Un Adieu au long cours, 2011, (première parution dans L’Œuvre des mers, édition augmentée, Paris, Éditions de l’Olivier, 2011, 941 p.  (ISBN 978-2-87929-651-7)[3])[2]
- L’Œuvre des mers, édition augmentée, Paris, Éditions de l’Olivier, 2011, 941 p.  (ISBN 978-2-87929-651-7)[3], saga comprenant cinq parties reprenant les cinq ouvrages : L’Œuvre des mers, Les Larmes de pierre, Le Caillou de l’Enfant-Perdu, La ville sous son jour clair, Un adieu au long cours

- prix Joseph-Kessel 2011
- Les Eaux territoriales, Paris, Éditions de l’Olivier, 2013, 180 p.  (ISBN 978-2-8236-0110-7)
- Le Démon rassembleur, Paris, P.O.L., 2014, 224 p.  (ISBN 978-2-8180-1992-4)
- Le Silence des cartes, Paris, Éditions de l’Olivier, 2016, 145 p.  (ISBN 978-2-8236-0974-5)
- Retour d'Ulysse à Saint-Pierre, Paris, Éditions de l’Olivier, 2017, 197 p.  (ISBN 978-2-8236-1214-1)